# Sofia Henriksson
Anna Emma Sofia Henriksson, född 20 februari 1994 i Hortlax församling i Piteå, är en svensk längdskidåkare, som tävlar i Världscupen. Hon ingick i det svenska stafettlag som tog guld i juniorvärldsmästerskapen 2013 Liberec i Tjeckien. Stafettlaget utgjordes av Henriksson, Julia Svan, Jonna Sundling och Stina Nilsson. Hon ingick vidare i det lag som tog guld i stafetten följande år i Val di Fiemme i Italien, då tillsammans med Anna Dyvik, Maja Dahlqvist och Jonna Sundling. Vid samma mästerskap tog hon också en silvermedalj i 5 km klassisk stil.

## Utmärkelser
- Sixten Jernbergpriset (2016)